# Ammodendron bifolium
Ammodendron bifolium är en ärtväxtart som först beskrevs av Pall., och fick sitt nu gällande namn av Gennady Pavlovich Yakovlev. Ammodendron bifolium ingår i släktet Ammodendron och familjen ärtväxter. Inga underarter finns listade i Catalogue of Life.